# Kruške (Foča, BiH)
Kruške (Kriške) su naseljeno mjesto u općini Foči, Republika Srpska, BiH. Popisano je kao samostalno naselje na popisu 1961., a na kasnijim popisima ne pojavljuje se, jer je 1962. pripojeno Željevu (Sl.list NRBiH, br.47/62). Nalazi se blizu granice s Crnom Gorom, s desne strane rijeke Ćehotine.

## Stanovništvo
| Narod     | Popis 1961. |
| --------- | ----------- |
| Hrvati    |             |
| Muslimani | 23          |
| Srbi      | 1           |
| ostali    |             |
| Ukupno    | 24          |